# Мерічель Батет
Мерічель Батет Ламанья (ісп. Meritxell Batet Lamaña, кат. Meritxell Batet i Lamaña; нар. 19 березня 1973, Барселона, Каталонія, Іспанія) — іспанська політикиня та юристка. Президентка Конгресу депутатів Генеральних кортесів Іспанії з 2019 року. Членкиня Соціалістичної партії Каталонії.

## Ранні роки та академічна кар'єра
Батет навчалася в школі Escola Gravi у Барселоні і вступила до університету за стипендією. 1995 року закінчила університет Помпеу Фабра, де вивчала юриспруденцію і де також закінчила докторантуру та захистила дипломну роботу «Участь, обговорення та прозорість в установах та органах Європейського Союзу». 1998 року закінчила аспірантуру з права на нерухомість та містобудування в IDEC. 2013 року представила докторську дисертацію «Принцип субсидіарності в Іспанії».
У 1995—1998 роках була професоркою адміністративного права в університеті Помпеу Фабра, а згодом викладала там же конституційне право до призначення на міністерську посаду в 2018 році. 2007 року отримала стипендію Фонду Германа Маршалла.

## Політична кар'єра
Вперше зайнялася політикою в студентські роки. У різних інтерв'ю вона розповідала, що коли отримала грант від Женералітату для навчання на докторантурі в університеті, її науковий керівник Хосеп Мір сказав їй, що Нарсіс Серра, тодішній голова Соціалістичної партії Каталонії, шукав когось, хто координував би його роботу. Батет співпрацювала з ним 2 роки. У 2001—2004 роках керувала Фондом автономних і місцевих досліджень імені Карлеса Пі і Суньєра.

### Депутатка Конгресу депутатів
2004 року була незалежним кандидатом під номером 9 у списку Соціалістичної партії Каталонії, очолюваної Хосе Монтілья, від Барселони на виборах до Конгресу депутатів. У 2008 році долучилася до партії, де працювала в групі Віла де Грасія у Федерації Барселони.
На виборах 2008 року у списку партії від Барселони посідала 11 місце, а на виборах 2011 року — восьме.
У лютому 2013 року разом з іншими членами свої партії порушила процедуру голосування в Конгресі депутатів, проголосувавши за дві ініціативи, представлені об'єднаннями «Конвергенція та Єднання» та «Об'єднані ліві», що дозволяли провести у Каталонії референдум про незалежність. За це була оштрафована на 900 євро.
У липні 2014 року призначена секретарем з питань досліджень та програм Федеральної виконавчої комісії Іспанської соціалістичної робітничої партії (ІСПР).
На парламентських виборах 2015 року займала друге місце у списку ІСПР від Мадрида, попри те, що була мілітантом партії разом із Педро Санчесом. На додачу до координації виборчої програми, Санчес доручив їй також керувати групою експертів, що займалася розробкою пропозицій змін до Конституції.
У лютому 2016 року була однією з осіб, обраних Санчесом для переговорів з іншими політичними партіями, щоб організувати урядовий альянс на противагу Народній партії.
У квітні 2016 року погодилася очолити список Соціалістичної партії Каталонії для Барселони на загальних виборах, проведених у червні того ж року після відставки Карме Чакон. Була одним із 15 депутатів, які проголосували проти Маріано Рахоя на посаду прем'єр-міністра після виборів.

### Міністерка територіальної політики та цивільної служби
1 червня 2018 року Конгрес депутатів за ініціативи ІСПР оголосив урядові Маріано Рахоя вотум недовіри. Після цього новий уряд сформував Педро Санчес, який призначив Батет міністеркою територіальної політики та цивільної служби.
Король Філіп VI офіційно призначив її на посаду королівським указом 6 червня 2018 року. 7 червня вона прийняла посаду від короля в палаці Сарсуела поблизу Мадрида. На прохання прем'єр-міністра, щоб більше зосередитися на виконанні міністерських обов'язків, 15 червня склала депутатський мандат після понад 14 років парламентської кар'єри.
Покинула посаду 20 травня 2019 року у зв'язку із призначенням президенткою Конгресу депутатів Іспанії.

### Президентка Конгресу депутатів
Батет була обрана депутаткою Конгресу депутатів знову у квітні 2019 року на загальних виборах. 17 травня 2019 року ІСПР, партія, що перемогла на виборах, повідомила, що призначила Батет президенткою Конгресу депутатів.
Перше засідання Генеральних кортесів після виборів відбулося 21 травня, і Батет була обрана головою нижньої палати за підтримки своєї партії, ультралівої «Єдині ми можемо», Баскської націоналістичної партії, «Коаліції компромісу», Канарської коаліції та Регіоналістської партії Каталонії.
Генеральні кортеси XIII скликання були розпущені 24 вересня 2019 року через те, що не змогли сформувати уряд. Батет була переобрана депутаткою за результатами загальних виборів у листопаді того ж року. Згодом ІСПР представила її головою нижньої палати парламенту. У грудні 2019 року депутати Конгресу депутатів затвердили її на цій посаді.
Під час російського вторгнення в Україну двічі — 24 травня та 13 жовтня — мала телефонні розмови із Головою Верховної Ради України Русланом Стефанчуком.
2 червня 2022 року взяла участь у відкритті виставки фотографій українського фотографа Макса Левіна в парламенті Іспанії.
Мерічель Батет покинула посаду президентки Конгресу депутатів після парламентських виборів 2023 року. 6 вересня того ж року вона склала свої повноваження депутата Конгресу депутатів та заявила про те, що «залишає передову лінію політики».

## Особисте життя
У серпні 2005 року у місті Сантільяна-дель-Мар у Кантабрії одружилася із членом Народної партії Хосе Марією Лассальє, з яким має двох дочок-близнючок. Подружжя розійшлося у травні 2016 року.
27 грудня 2021 року захворіла на Covid-19.

## Публікації
- E. Niubó, M. Batet, J. Majó , Europa, Federalisme, Socialdemocràcia XXI, Fundació Rafael Campalans, Barcelona, 2012.
- L'esperança cívica d'Europa. Reflexions sobre el paper de la ciutadania a partir de la nova Constitució Europea. Publicado en FRC Revista de Debat Polític, primavera 10, 2005.
- Indicadores de gestión de servicios públicos locales. Document Pi i Sunyer número 25, Fundació Carles Pi i Sunyer, Barcelona 2004
- Indicadors de gestió de serveis públics locals: una iniciativa des de Catalunya. En Evaluación y control de políticas públicas. Indicadores de gestión. Ayuntamiento de Gijón, 2002